# Hockey su pista ai Giochi della XXV Olimpiade
L'Hockey su pista è stato uno dei tre sport dimostrativi inclusi nel programma dei Giochi della XXV Olimpiade, disputati a Barcellona. La crescente popolarità e la presenza in Catalogna di uno dei club di maggior prestigio hanno contribuito all'approdo di questo sport nel programma olimpico.
Il torneo, esclusivamente maschile, si è svolto dal 26 luglio al 7 agosto 1992 e gli incontri sono stati giocati negli impianti di Vic, Sant Sadurní d'Anoia, Reus e Barcellona.
Hanno partecipato 12 paesi per un totale di 120 giocatori. I favoriti della vigilia, Spagna, Italia, Argentina e Portogallo, si sono classificati ai primi quattro posti, con i portoghesi campioni in carica incapaci di salire sul podio e gli argentini laureatisi campioni olimpici sconfiggendo in finale i padroni di casa spagnoli.
Nel turno preliminare le squadre sono state divise in due gruppi secondo il risultato dei Campionati Mondiali dell'anno prima in Portogallo. Gli incontri del gruppo A sono stati disputati al "Pavelló del Club Patí Vic" di Vic, mentre quelli del gruppo B al "Pavelló de l'Ateneu de Sant Sadurní" di Sant Sadurní. Le prime tre squadre di ogni gruppo hanno vinto l'accesso alle semifinali, giocate con la formula del girone unico a sei squadre al "Pavelló d'Esports" di Reus. Le prime due squadre del girone si sono contese l'oro, la terza e la quarta si sono giocate l'ultimo gradino del podio e la medaglia di bronzo.

## Classifica finale
| Posizione | Squadra     |
| --------- | ----------- |
|           | Argentina   |
|           | Spagna      |
|           | Italia      |
| 4         | Portogallo  |
| 5         | Brasile     |
| 6         | Paesi Bassi |
| 7         | Stati Uniti |
| 8         | Germania    |
| 9         | Angola      |
| 10        | Svizzera    |
| 11        | Australia   |
| 12        | Giappone    |

## Risultati

### Gruppo A
| Squadra        | Punti | Partite giocate | Vinte | Pareggiate | Perse | Gol fatti | Gol subiti |
| -------------- | ----- | --------------- | ----- | ---------- | ----- | --------- | ---------- |
| 1. Italia      | 9     | 5               | 4     | 1          | 0     | 54        | 8          |
| 2. Portogallo  | 8     | 5               | 4     | 0          | 1     | 59        | 8          |
| 3. Argentina   | 6     | 5               | 2     | 2          | 1     | 22        | 9          |
| 4. Stati Uniti | 5     | 5               | 2     | 1          | 2     | 24        | 27         |
| 5. Svizzera    | 2     | 5               | 1     | 0          | 4     | 12        | 28         |
| 6. Giappone    | 0     | 5               | 0     | 0          | 5     | 4         | 95         |

### Gruppo B
| Squadra        | Punti | Partite giocate | Vinte | Pareggiate | Perse | Gol fatti | Gol subiti |
| -------------- | ----- | --------------- | ----- | ---------- | ----- | --------- | ---------- |
| 1. Spagna      | 10    | 5               | 5     | 0          | 0     | 45        | 4          |
| 2. Brasile     | 8     | 5               | 4     | 0          | 1     | 27        | 12         |
| 3. Paesi Bassi | 5     | 5               | 2     | 1          | 2     | 22        | 24         |
| 4. Germania    | 4     | 5               | 2     | 0          | 3     | 13        | 17         |
| 5. Angola      | 3     | 5               | 1     | 1          | 3     | 7         | 23         |
| 6. Australia   | 0     | 5               | 0     | 0          | 5     | 7         | 42         |

### Semifinali
| Squadra        | Punti | Partite giocate | Vinte | Pareggiate | Perse | Gol fatti | Gol subiti |
| -------------- | ----- | --------------- | ----- | ---------- | ----- | --------- | ---------- |
| 1. Spagna      | 9     | 5               | 4     | 1          | 0     | 19        | 8          |
| 2. Argentina   | 8     | 5               | 4     | 0          | 1     | 18        | 9          |
| 3. Portogallo  | 6     | 5               | 3     | 0          | 2     | 22        | 12         |
| 4. Italia      | 4     | 5               | 2     | 0          | 3     | 21        | 19         |
| 5. Brasile     | 3     | 5               | 1     | 1          | 3     | 12        | 20         |
| 6. Paesi Bassi | 0     | 5               | 0     | 0          | 5     | 5         | 29         |

### Finale

#### 3º- 4º posto
| Arbitro: | Miguel Angel Marti Corcuera (ESP) & Alfonso Mestres Torrens (ESP) |

|                                 |           |                                                  |
| Luís Ferreira Victor Hugo Silva | Marcatori | Francesco Amato Massimo Mariotti Roberto Crudeli |

#### 1º - 2º posto
| Arbitro: | Luís Alfredo Dias Rei (POR) & João António Pereira Faria (POR) |

|                                                                               |           |                                                                                 |
| A. Avecilla Porto (2) A. Rovira Lecha (2) Joan Ayats Presas Joan Carles Colas | Marcatori | J. Paes Picon (3) D. Allende Martinez (2) P. Cairo Valdivia (2) R. Roldan Gomez |